# Метью Вілсон (плавець)
Метью Вілсон (англ. Matthew Wilson, 8 грудня 1998) — австралійський спортсмен.
Чемпіон світу з водних видів спорту 2019 року, призер 2017 року.
Призер Пантихоокеанського чемпіонату з плавання 2018 року.
Переможець Ігор Співдружності 2018 року.
|  | Це незавершена стаття про плавця чи плавчиню. Ви можете допомогти проєкту, виправивши або дописавши її. |

1. ↑  Olympedia — 2006.
2. ↑  World Aquatics database